# Креветочные шарики
Креве́точные ша́рики (кит. 虾球) — традиционное блюдо южной части Китая и зарубежных китайских общин. Родиной этого блюда считается Чаочжоу в провинции Гуандун. Приготавливаются из измельчённого или толчёного мяса креветок. Для гурманов мясо измельчается вручную. Креветочное мясо, смешанное с другими ингредиентами и специями, обжаривается в кипящем масле.